# Adamaoua (regio)
Adamaoua is een van de tien regio's van Kameroen en is centraal gelegen in dat land. Ze telde in 2005 ruim 800.000 inwoners en is bijna 64.000 vierkante kilometer groot. De hoofdstad van de regio is Ngaoundéré. De grootste bevolkingsgroepen in de regio zijn de Fulbe, de Tikar en de Gbaya. De regio Adamaoua werd op 2 juni 1972
gevormd toen de provincie Nord in drieën gekapt werd.

## Grenzen
Adamaoua grenst in het westen aan buurland Nigeria en in het oosten aan buurland de Centraal-Afrikaanse Republiek. Adamaoua grenst in het noorden aan de regio Nord, in het zuidwesten aan Nord-Ouest en Ouest, in het zuiden aan Centre en aan de zuidoostzijde aan Est.

## Departementen
De regio is verder verdeeld in vijf departementen:
- Djerem
- Faro-et-Déo
- Mayo-Banyo
- Mbéré
- Vina

Adamaoua · Centre · Est · Extrême-Nord · Littoral · Nord · Nord-Ouest · Sud · Sud-Ouest · Ouest